# بنة عباس (شبانكارة)
بنة عباس (بالفارسية: بنه‌عباس) هي قرية تقع في إيران في قسم شبانكارة الريفي. يقدر عدد سكانها بـ 100 نسمة بحسب إحصاء 2016.